# Fonndalsbreen
De Fonndalsbreen is een gletsjer op het eiland Nordaustlandet, dat deel uitmaakt van de Noorse eilandengroep Spitsbergen.

## Geografie
De gletsjer ligt in het noordoostelijk deel van het eiland in Orvin Land. Ze komt van het noordwestelijk deel van de Austfonna en mondt in het noorden uit in de Botnvika die via de Duvefjorden uitkomt op de Noordelijke IJszee.
Op ruim drie kilometer naar het noordoosten ligt de gletsjer Duvebreen.